# フェラーリ・SF21
フェラーリ・SF21 (Ferrari SF21) は、スクーデリア・フェラーリが2021年のF1世界選手権参戦用に開発したフォーミュラ1カーである。

## 概要
2021年3月10日の現地時間の14時、日本時間の22時に発表された。
前年型のSF1000の進化版と言えるマシンだが、前年の大不振を無くしたいとの思いで、パワーユニットとギアボックスとそれに付随するリアサスペンションは新しく設計された。
開発コードは、前年型のSF1000が671だったことから通常は672が称されるところだが、672は既に2022年からの新レギュレーションに対応したマシンに使用された為、当マシンは673が使用された。

## 2021年シーズン
ドライバーはシャルル・ルクレールとマクラーレンから移籍してきたカルロス・サインツJr.のラインナップで迎える。
昨シーズンのスクーデリア・フェラーリはコンストラクターズランキング6位と大不振な結果で終了し、両ドライバー共にノーポイントで終わるレースや予選Q1やQ2でノックアウトしたグランプリも存在した。
今シーズンは大不振から脱出するためにマシンの大幅改良に加えチームの組織改革を断行する。
プレシーズンテストではサインツが総合タイム3位を出し、チーム代表のマッティア・ビノットは「車体、パワーユニットともに、確実に改善している」と今シーズンのマシンに自信を見せた。
シーズン前半戦は第1戦と第2戦と2回連続でダブル入賞を果たし、ますますな滑り出しを果たす。特にルクレールは表彰台に1歩及ばないものの第4戦まで4位入賞と6位入賞を繰り返し記録する。第5戦の モナコグランプリではルクレールが2019年以来のポールポジションを獲得し、決勝ではサインツがチーム移籍以来初の2位表彰台を獲得した。第6戦のアゼルバイジャングランプリでも2戦連続でルクレールがポールポジションを獲得し、決勝ではダブル入賞を果たす。第7戦のフランスグランプリでは両ドライバーノーポイントで終わるが、第10戦のイギリスグランプリの決勝ではルクレールがしばらくトップを走っていたがレース終盤にハミルトンに追い越され2位でレースを終える。第11戦のハンガリーグランプリでは、ルクレールが1コーナーで多重クラッシュに巻き込まれリタイアとなったが、サインツが3位表彰台を獲得する。本来の結果は4位だったが、2位でレースを終えたアストンマーチンのベッテルが失格となった為、順位が1つ繰り上げられ3位表彰台となった。
シーズンを通して高い安定感を見せ、前年は17戦中5回のみだったダブル入賞の回数は22戦中17回に達し、2年連続となるシーズン未勝利に終わったものの優勝を経験したマクラーレンとアルピーヌを大きく上回るポイントでコンストラクターズランキング3位に返り咲く活躍を見せた。

## スペック

### エンジン
エンジン名:フェラーリ 065/6
エンジン形式:90度V型6気筒
最高回転数:15000rpm
排気量:1600cc
燃料:シェル

## 記録
（key)
| 年   | No. | ドライバー | BHR | EMI | POR | ESP | MON | AZE | FRA | STY | AUT | GBR | HUN | BEL | NED | ITA | RUS | TUR | USA | MXC | SÃO | QAT | SAU | ABU | ポイント | ランキング |
| ---- | --- | ---------- | --- | --- | --- | --- | --- | --- | --- | --- | --- | --- | --- | --- | --- | --- | --- | --- | --- | --- | --- | --- | --- | --- | -------- | ---------- |
| 2021 | 16  | ルクレール | 6   | 4   | 6   | 4   | DNS | 4   | 16  | 7   | 8   | 2   | Ret | 8   | 5   | 4   | 15  | 4   | 4   | 5   | 5   | 8   | 7   | 10  | 323.5    | 3位        |
| 2021 | 55  | サインツ   | 8   | 5   | 11  | 7   | 2   | 8   | 11  | 6   | 5   | 6   | 3   | 10  | 7   | 6   | 3   | 8   | 7   | 6   | 6   | 7   | 8   | 3   | 323.5    | 3位        |

- 太字はポールポジション、斜字はファステストラップ
- † 印はリタイアだが、90%以上の距離を走行したため規定により完走扱い。